# ديفيد بيل (لاعب كرة قاعدة)
ديفيد بيل (بالإنجليزية: David Bell)‏ هو لاعب كرة قاعدة أمريكي، ولد في 14 سبتمبر 1972 في سينسيناتي في الولايات المتحدة.

## وصلات خارجية
- ديفيد بيل على موقع دوري كرة القاعدة الرئيسي (الإنجليزية)
- ديفيد بيل على موقعبيزبول رفرنس.كوم (الدوري الرئيسي) (الإنجليزية)
- ديفيد بيل على موقعبيزبول رفرنس.كوم (الدوري الثانوي) (الإنجليزية)
- ديفيد بيل على موقع إي إس بي إن.كوم (أم.أل.بي) (الإنجليزية)
- ديفيد بيل على موقع مشجعي الرسوم البيانية (الإنجليزية)